# Colección Philippi

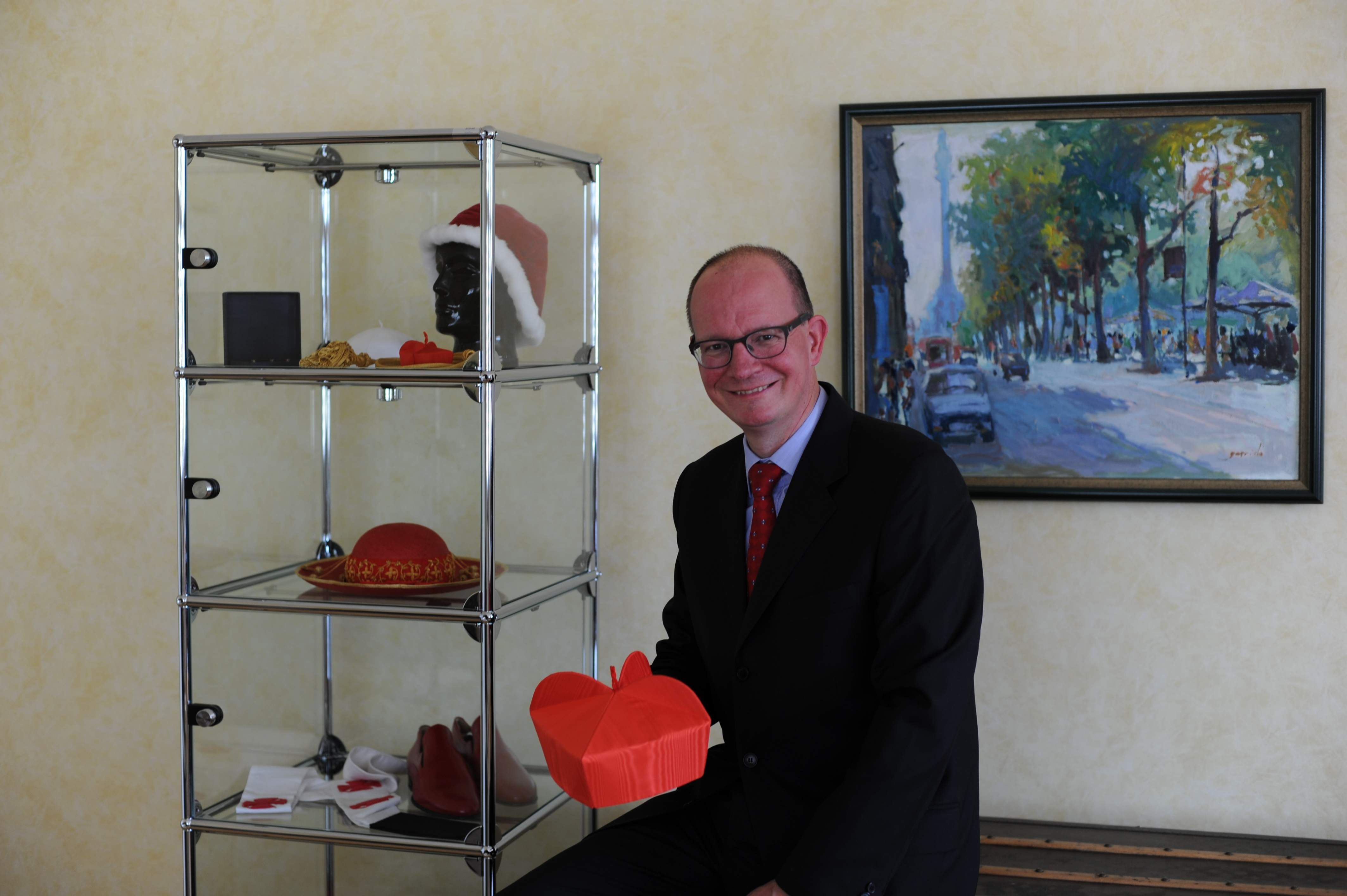
Dieter Philippi con la primera pieza de su colección: una birreta cardenalicia fabricado con seda ondeada muaré roja.

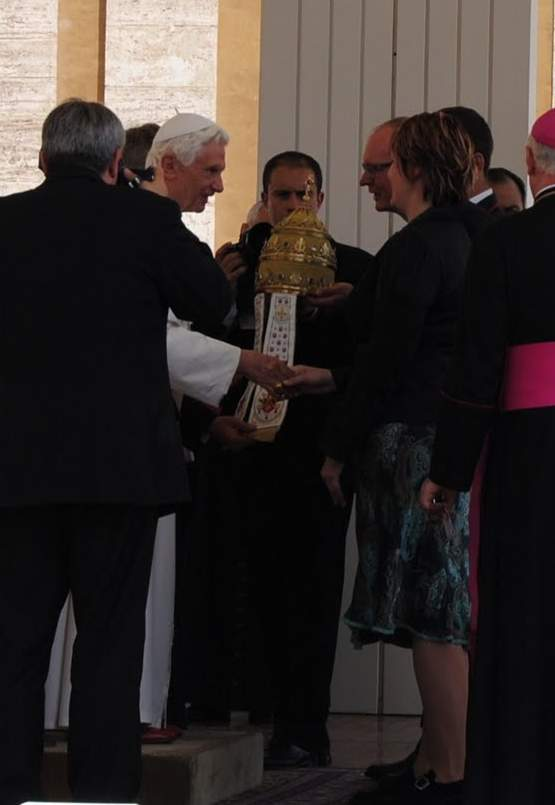
Dieter Philippi presenta la tiara al papa Benedicto XVI, el 25 de mayo de 2011.

 La colección Philippi  es una colección de cubrecabezas clericales, religiosas y espirituales.

## La colección

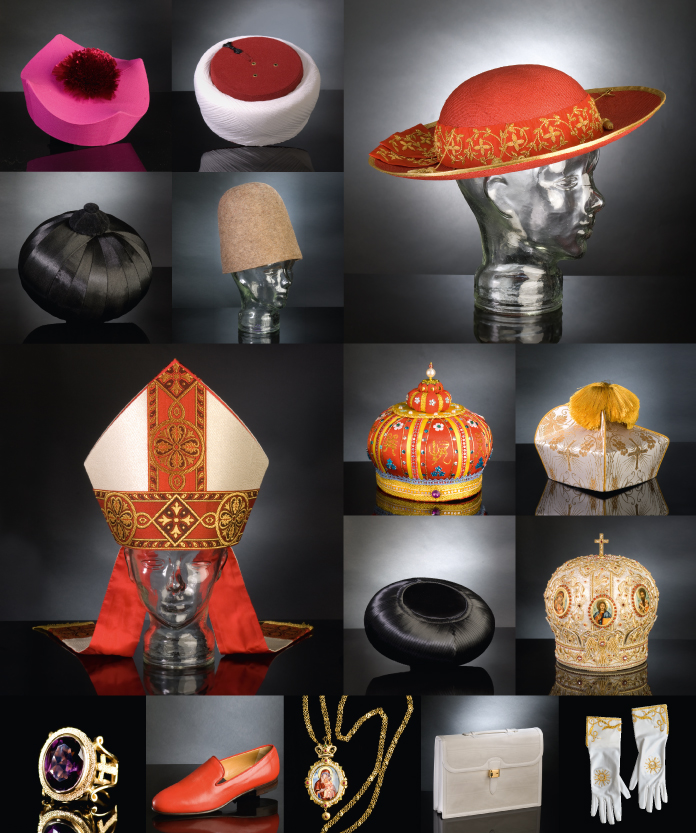
Objetos seleccionados de la colección Philippi.

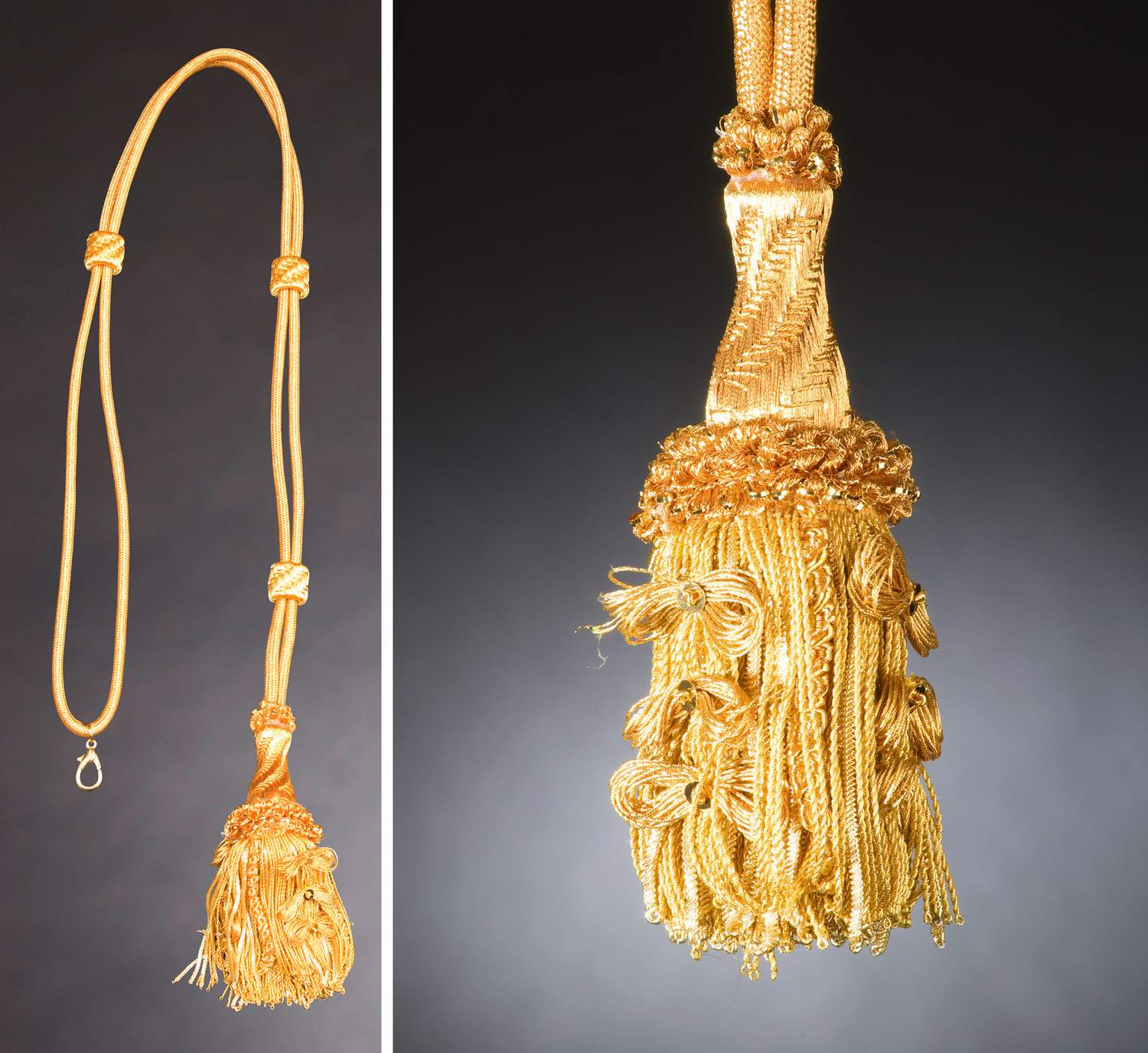
Cordón dorado usado para la cruz pectoral del papa de la Iglesia católica.

La colección Philippi es una colección privada llevada a cabo por el empresario Dieter Philippi, Director Ejecutivo de una empresa alemana ubicada en Kirkel, distribuidora del ramo de la telecomunicación.
La colección está basada principalmente en más de 500 cubrecabezas del cristianismo, islam, judaísmo, caodaismo, sintoísmo, budismo, sikhismo, iglesias libres, sufismo, anabaptismo, así como otros credos.
Además, la colección contiene más de 100 piezas usadas para fines clericales y eclesiásticos, entre ellas, zapatos del Papa, guantes pontificales, palios, cruces pectorales, anillos episcopales, piezas papales de porcelana, fajas, bufandas para cardenales y otros.
La colección incluye también 52 cordones para la cruz pectoral, algunos de ellos productos de un laborioso trabajo artesano en el  arte del adorno. En la Iglesia católica, el papa, los cardenales, los obispos, abades y abadesas, usan el cordón para colgar la  cruz pectoral.

## Lugar
Generalmente la colección no está abierta al público. Sin embargo puede ser accesible a visitantes interesados, solicitándolo de antemano por teléfono. La colección está ubicada en Kirkel en Sarre, Alemania.

## Idea e intención
En un principio los cubrecabezas sirvieron como protección. En el transcurso de los tiempos, ganaron funciones más significativas: Un cubrecabeza indica el origen de la persona, estatus, profesión, pertenencias y jerarquía. Eventualmente los cubrecabezas devinieron una función ornamental.
Los cubrecabezas religiosos y clericales representan un pequeño grupo dentro de la diversidad de sombreros. Para aquellos familiarizados con el respectivo significado de estos cubrecabezas, les será posible deducir la jerarquía y estatus de los dignatarios usuarios. Adicionalmente algunos cubrecabezas tienen al mismo tiempo una función ornamental, ya que están hechos con materiales caros, raros y preciosos. Hoy en día la función protectiva ya no es tan importante.

## Exposiciones
- Octubre de 2010 - julio de 2011: En el Museo Alemán para la Higiene, se exhibirá una pequeña parte de la colección como parte de la exhibición Kraftwerk Religión (La energía de la religión)
- Marzo - abril de 2011: Sede central de la Caja de Ahorros de Saarbrücken, Alemania

## Galería

Objetos seleccionados de la colección Philippi
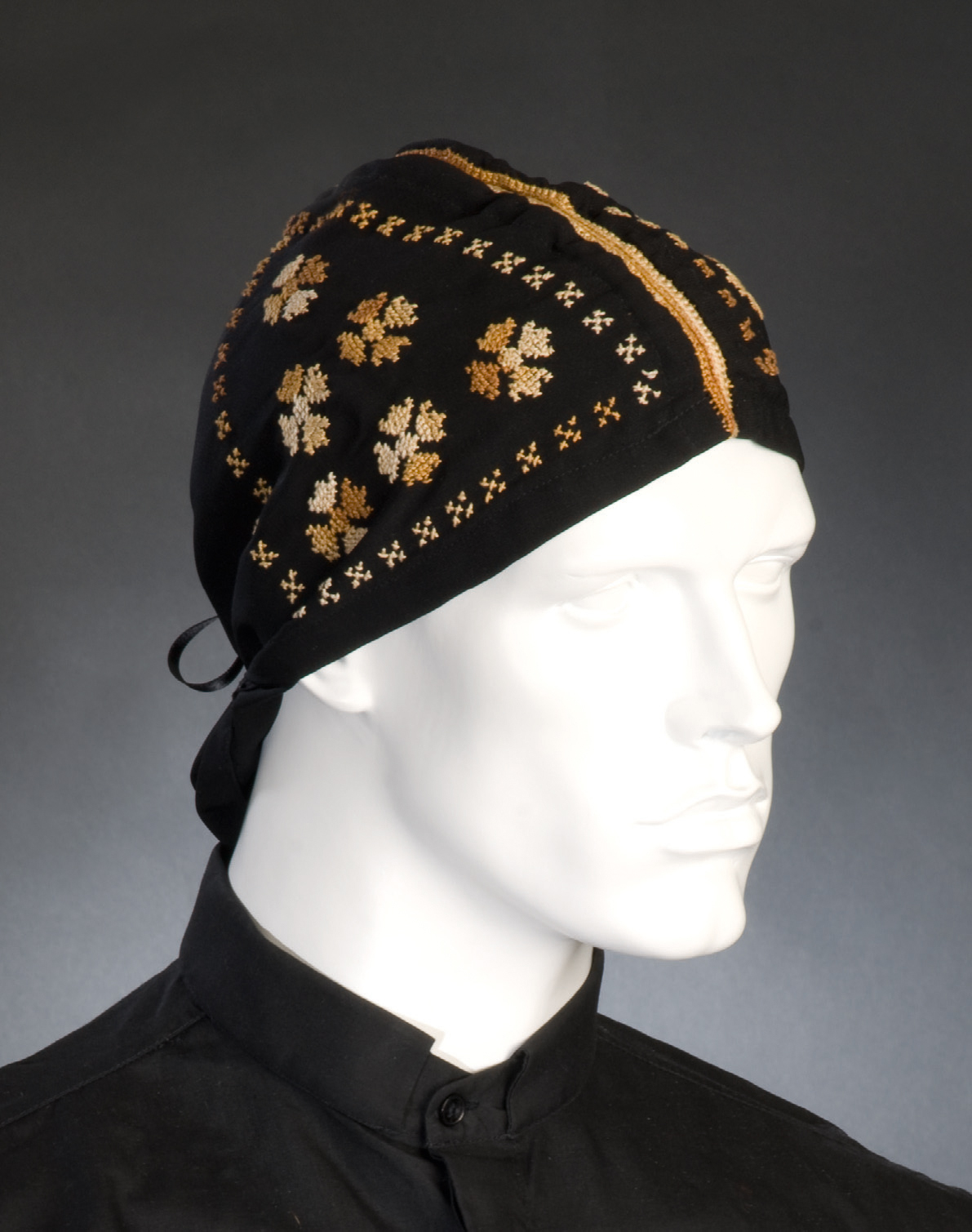
Kalansowa (kalansoah, qalansuwah, kalansawa): En la iglesia cópta ortodoxa, este cubrecabezas es usado por los obispos y sacerdotes monásticos
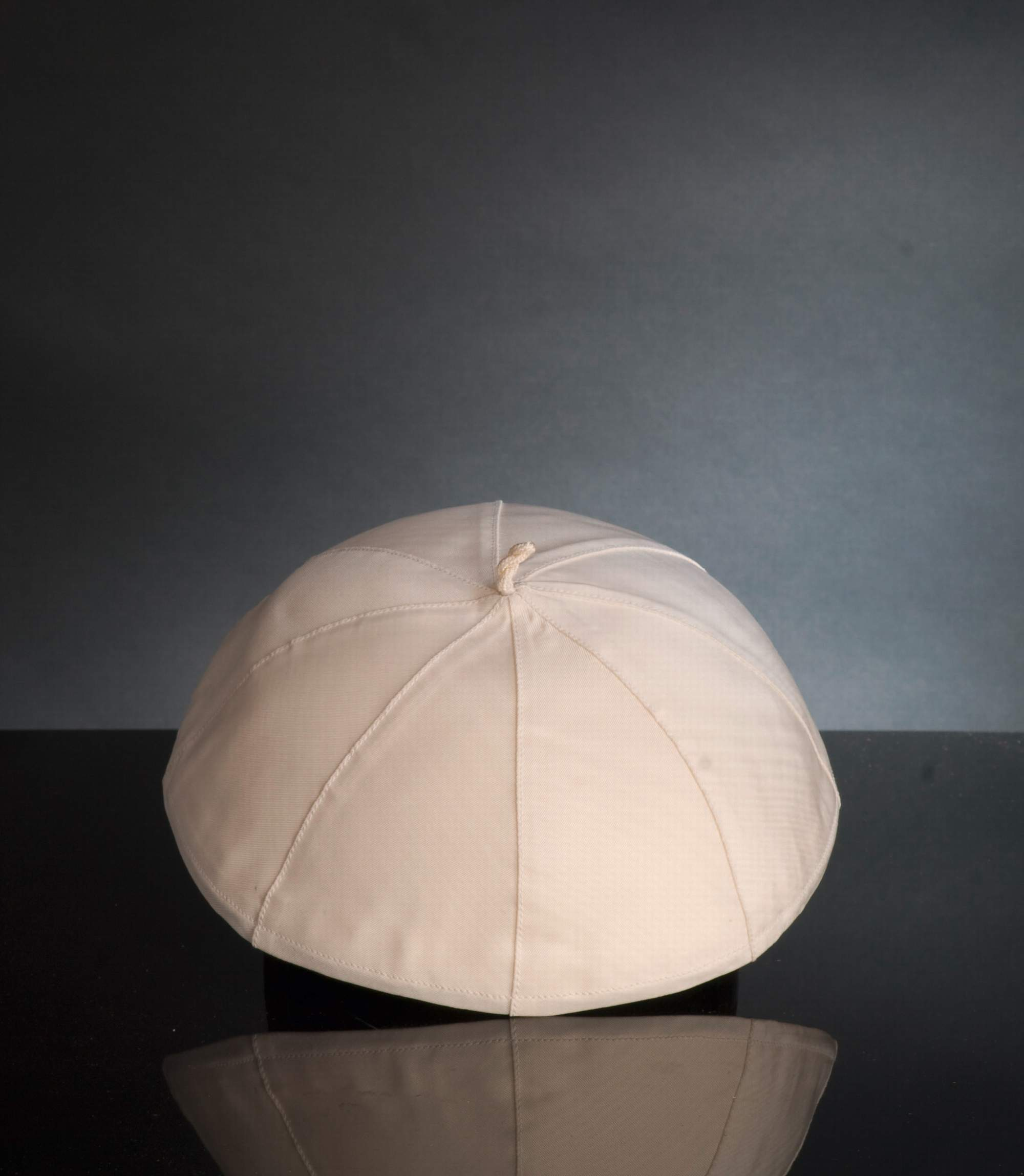
Solideo (zucchetto, pileolus, soli deo, skullcap) hecho de seda ondeada muaré blanca, usado por el Papa
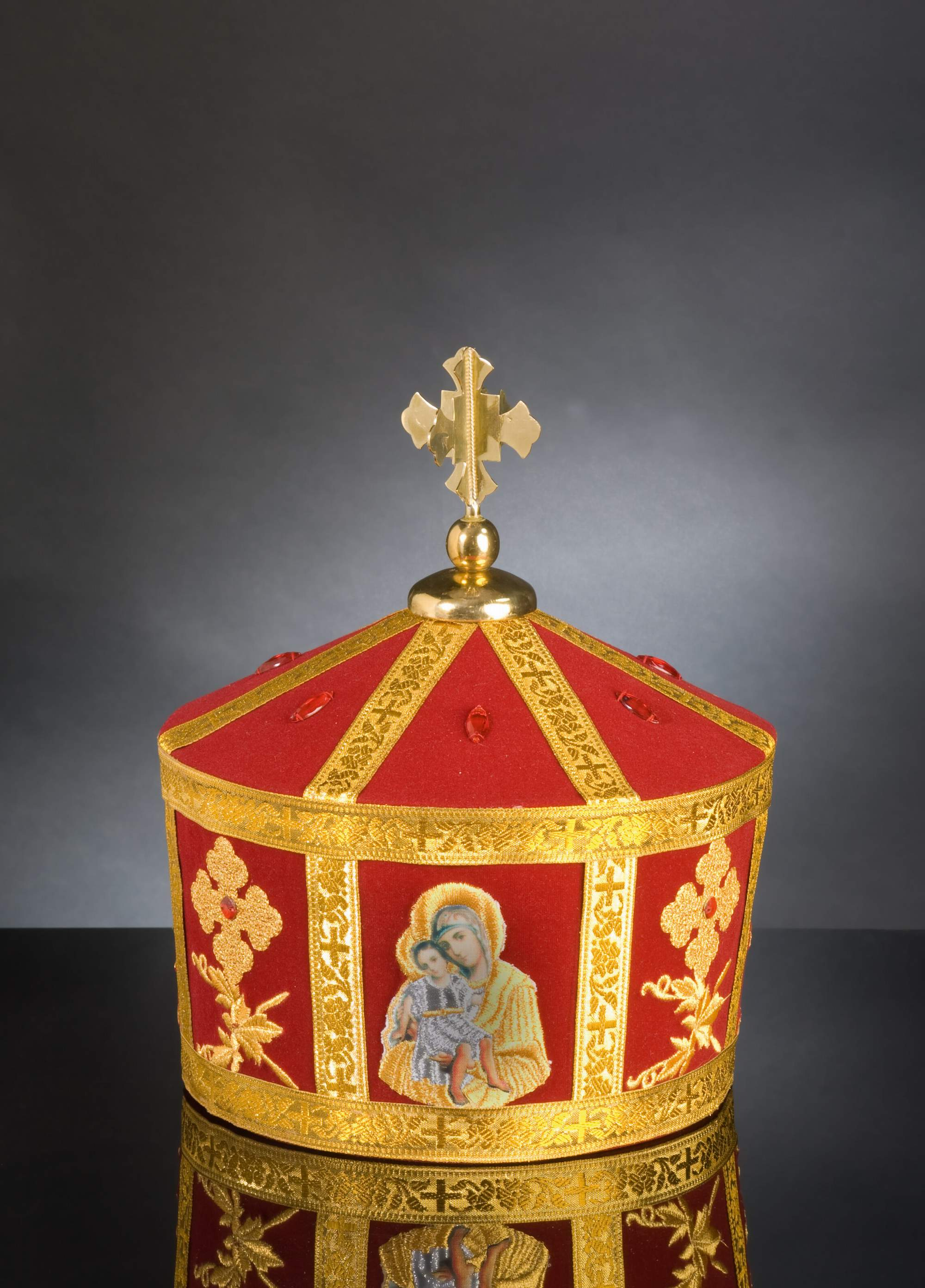
Sagharvart, usado por los arciprestes de la Iglesia Apostólica de Armenia
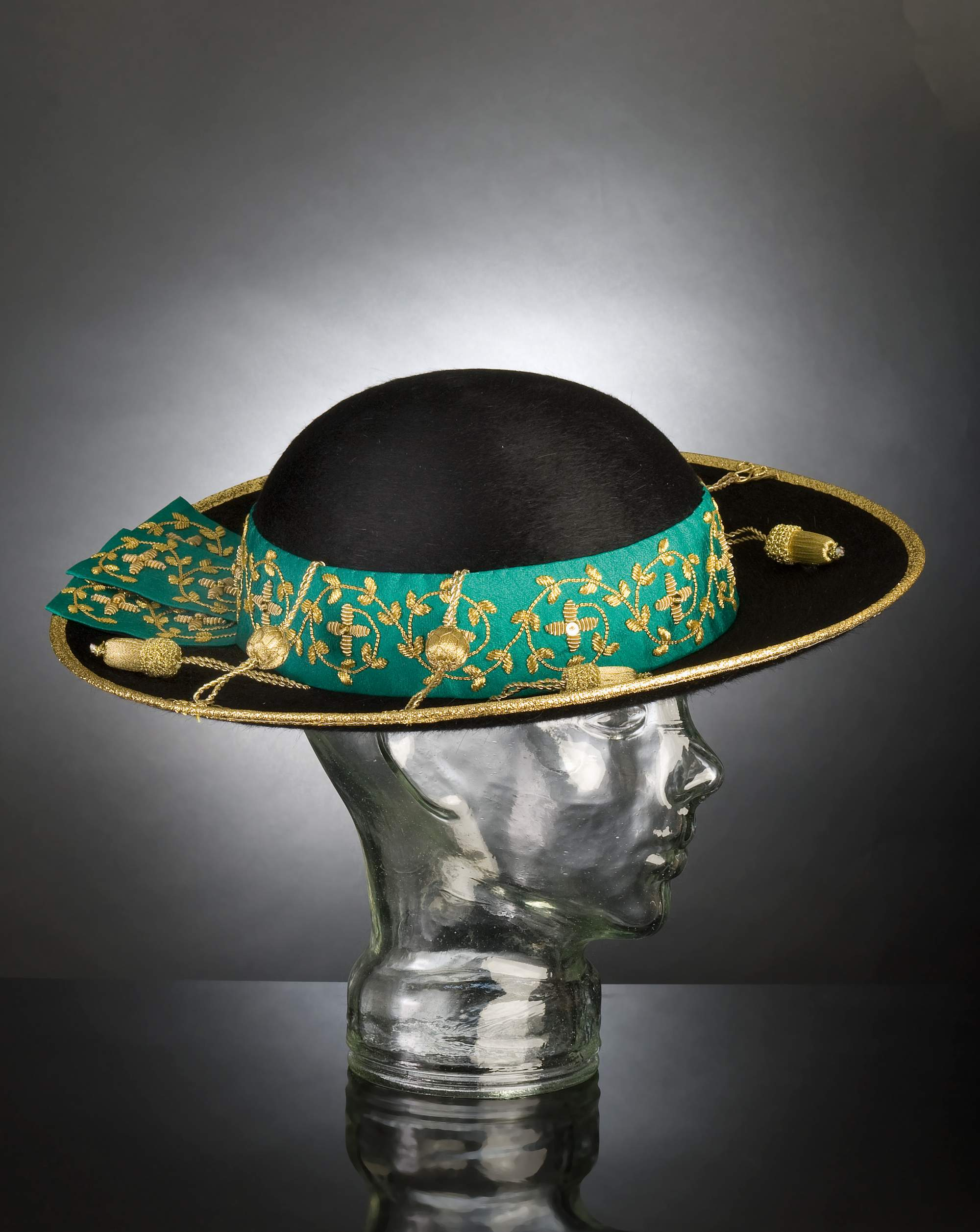
Sombrero de teja (saturno, capello romano) usado por un arzobispo, suntuosamente bordado con hilos de oro y torcido filamento de oro/plata
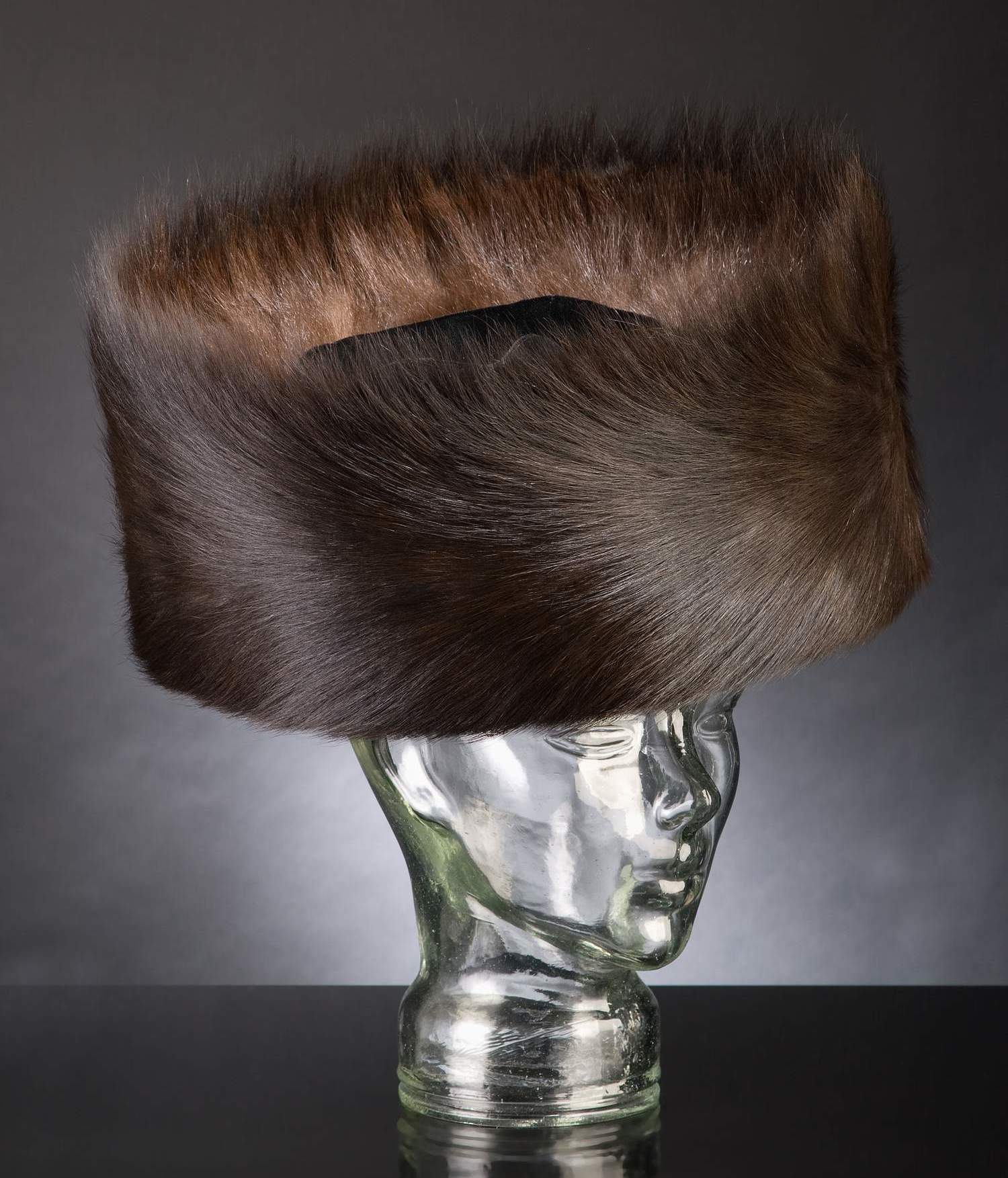
Shtreimel, usado por los judíos jasídicos durante el Sabbath y en días festivos
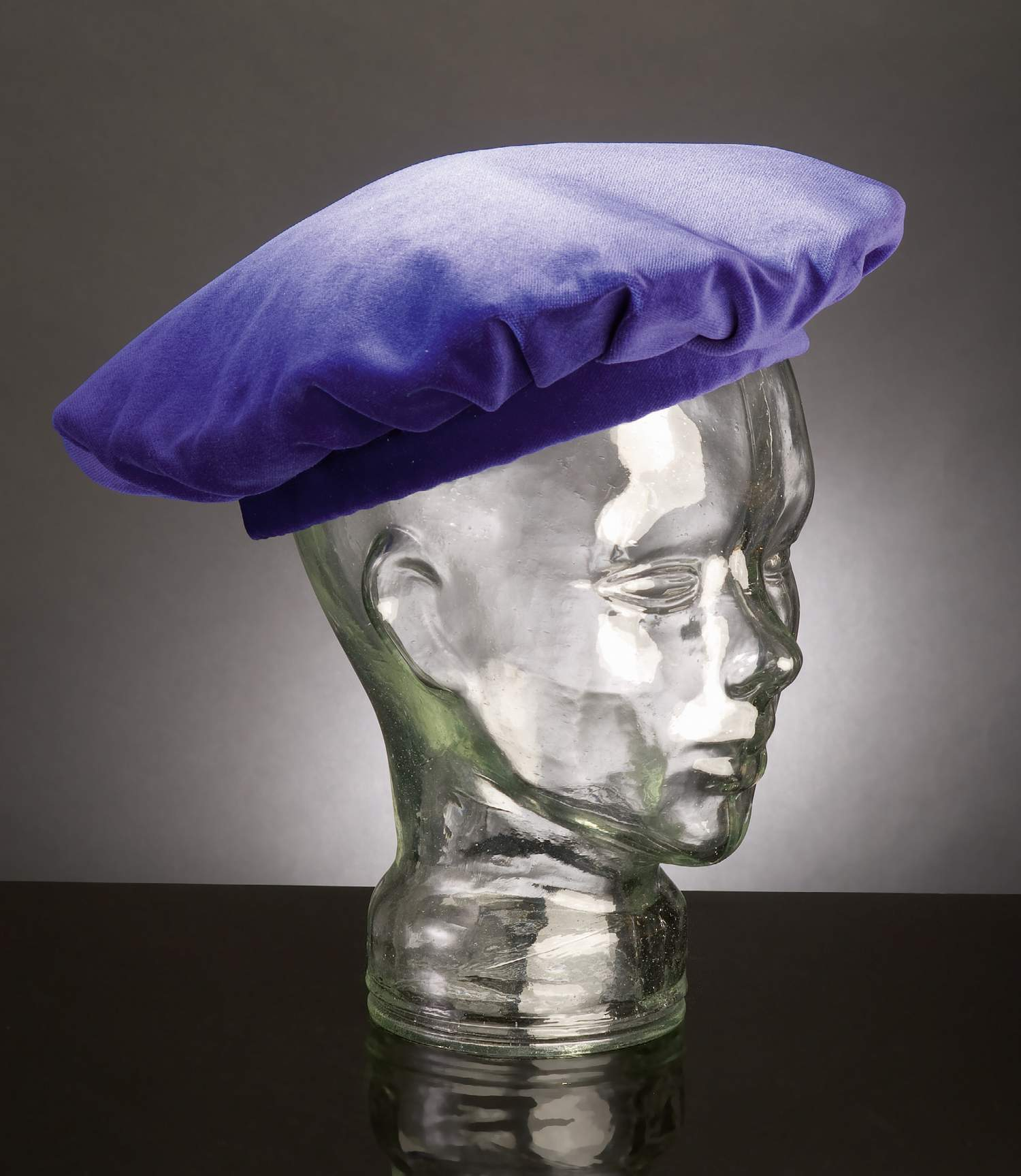
Birrete Kurhessen-Waldeck, usado por los pastores de la Iglesia Evangélica junto con la ropa clerical durante el servicio fuera de la iglesia
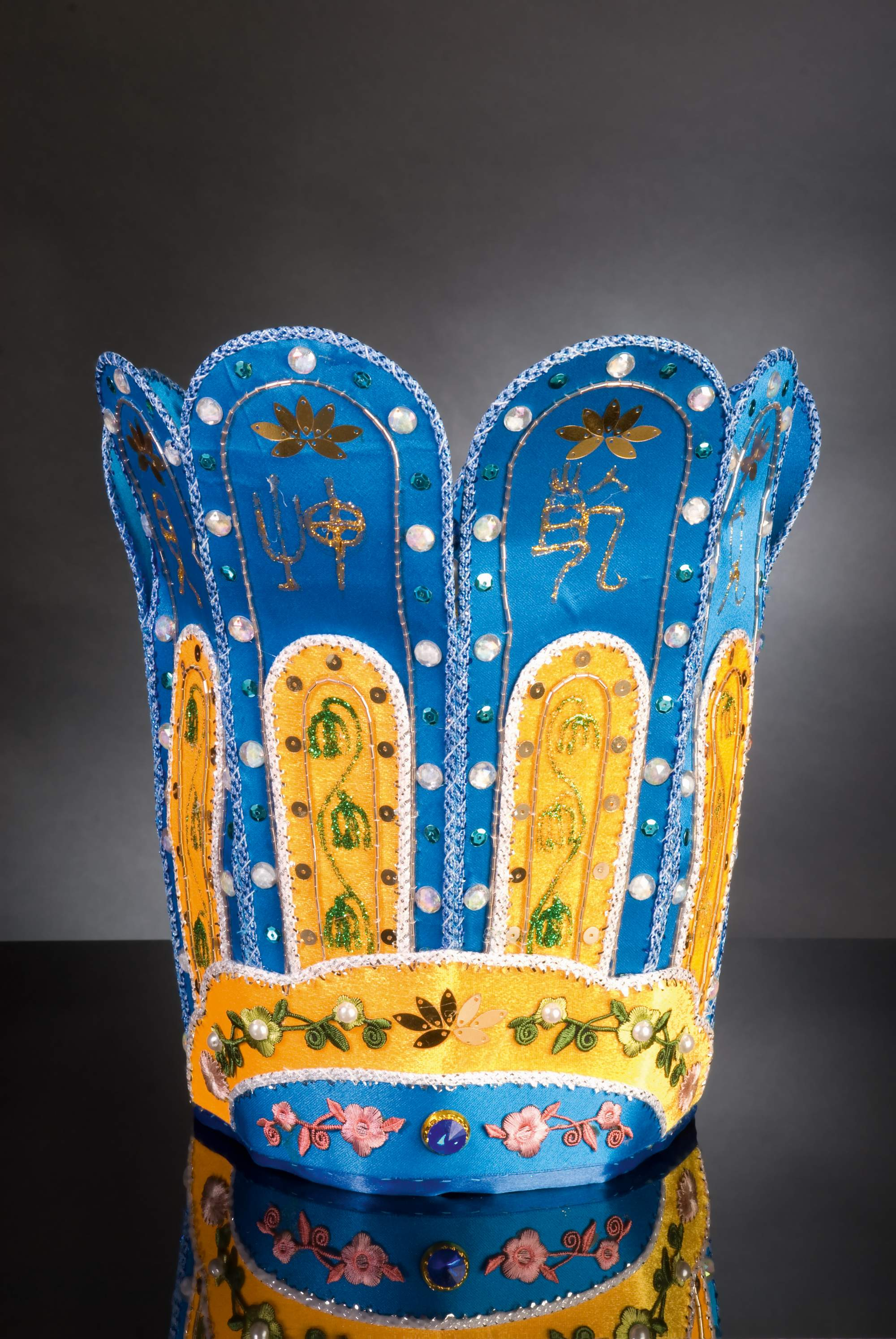
Tam quam mao, usado por los cardenales del Partido Azul en Cao Dai
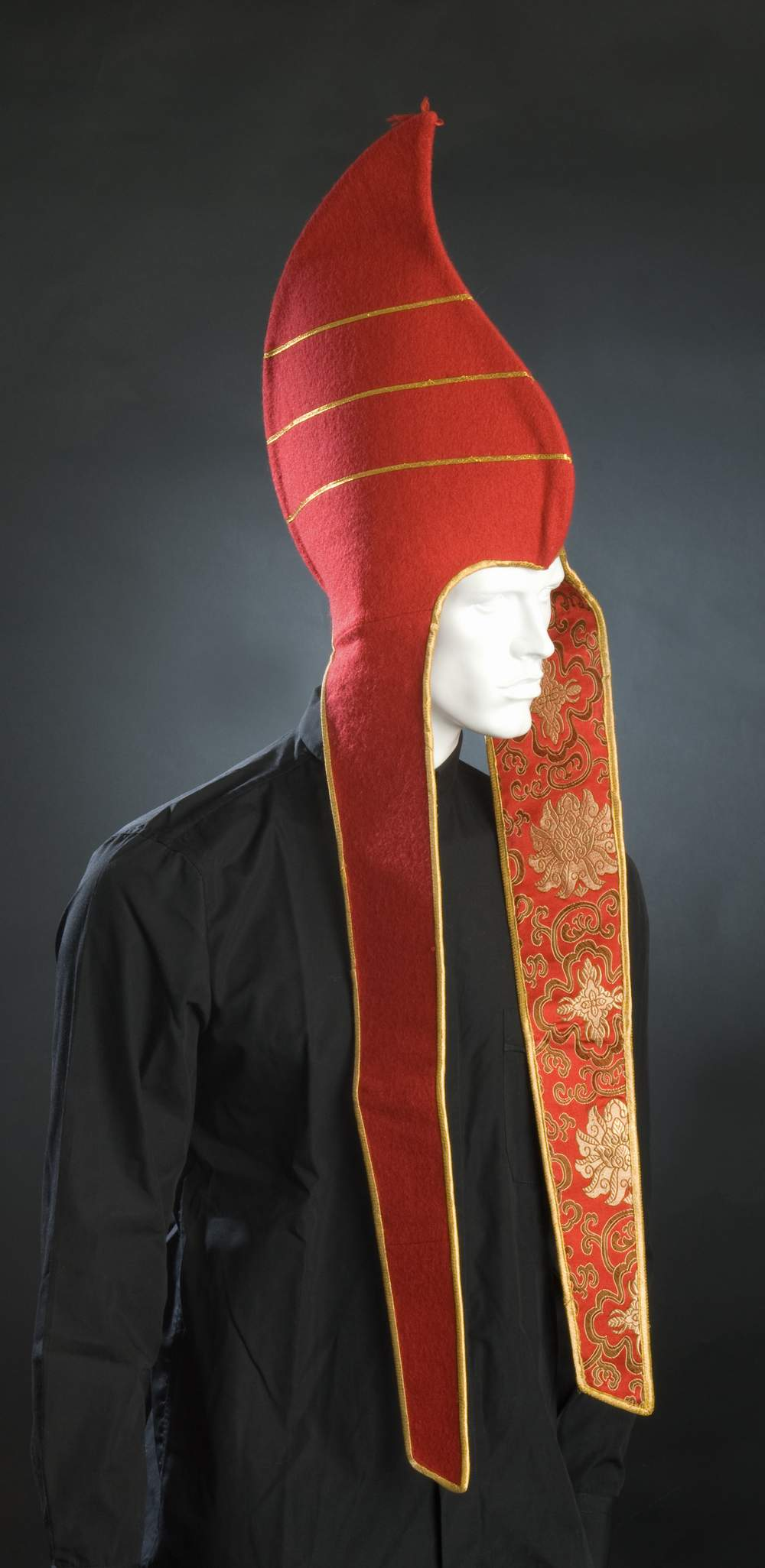
Pan zva (sombrero con orejas), usado por los pandita de la Escuela Nyingma, perteneciente al budismo tibetano
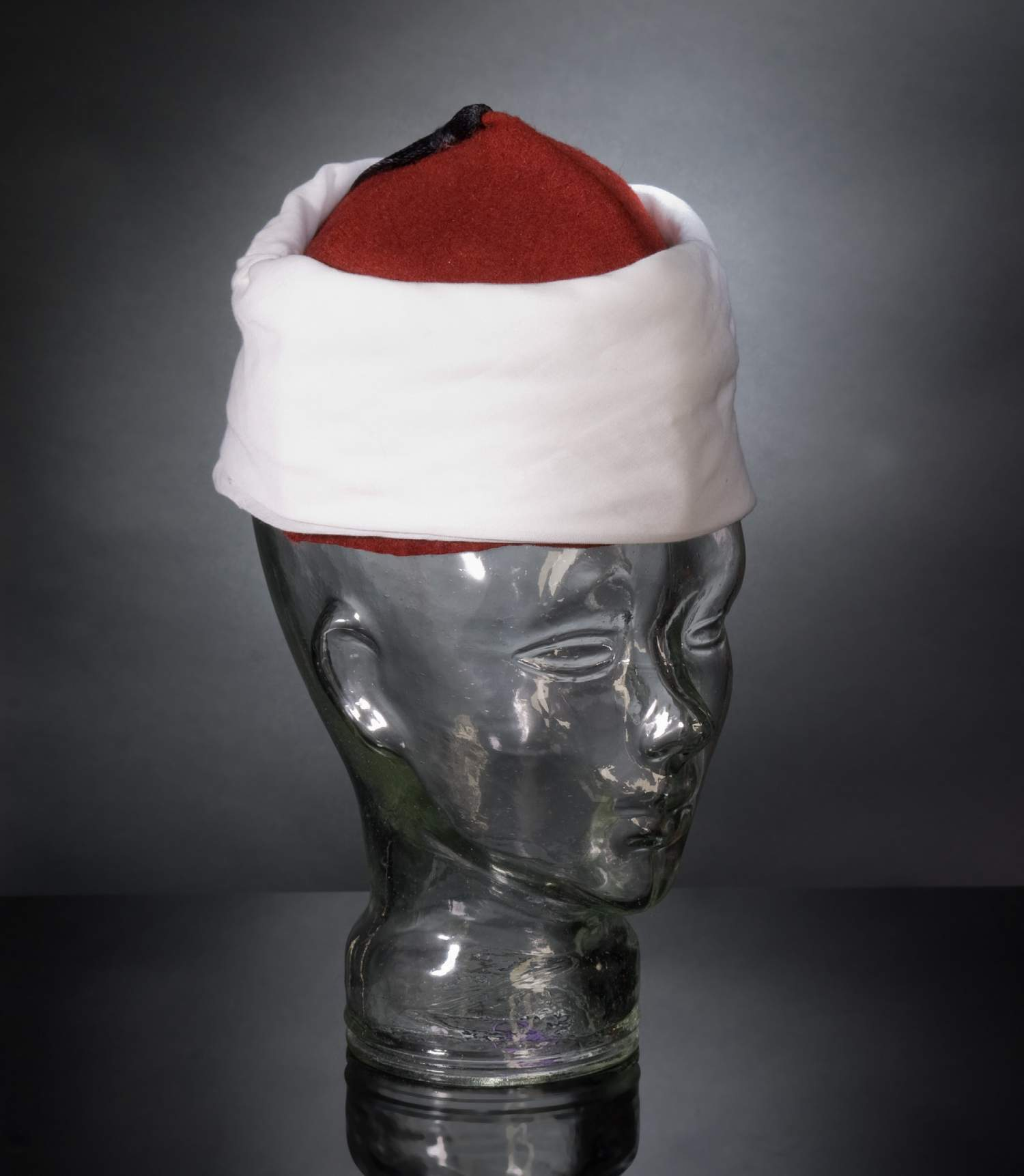
Imán sarik, usado especialmente en Egipto, por los imanes musulmanes.
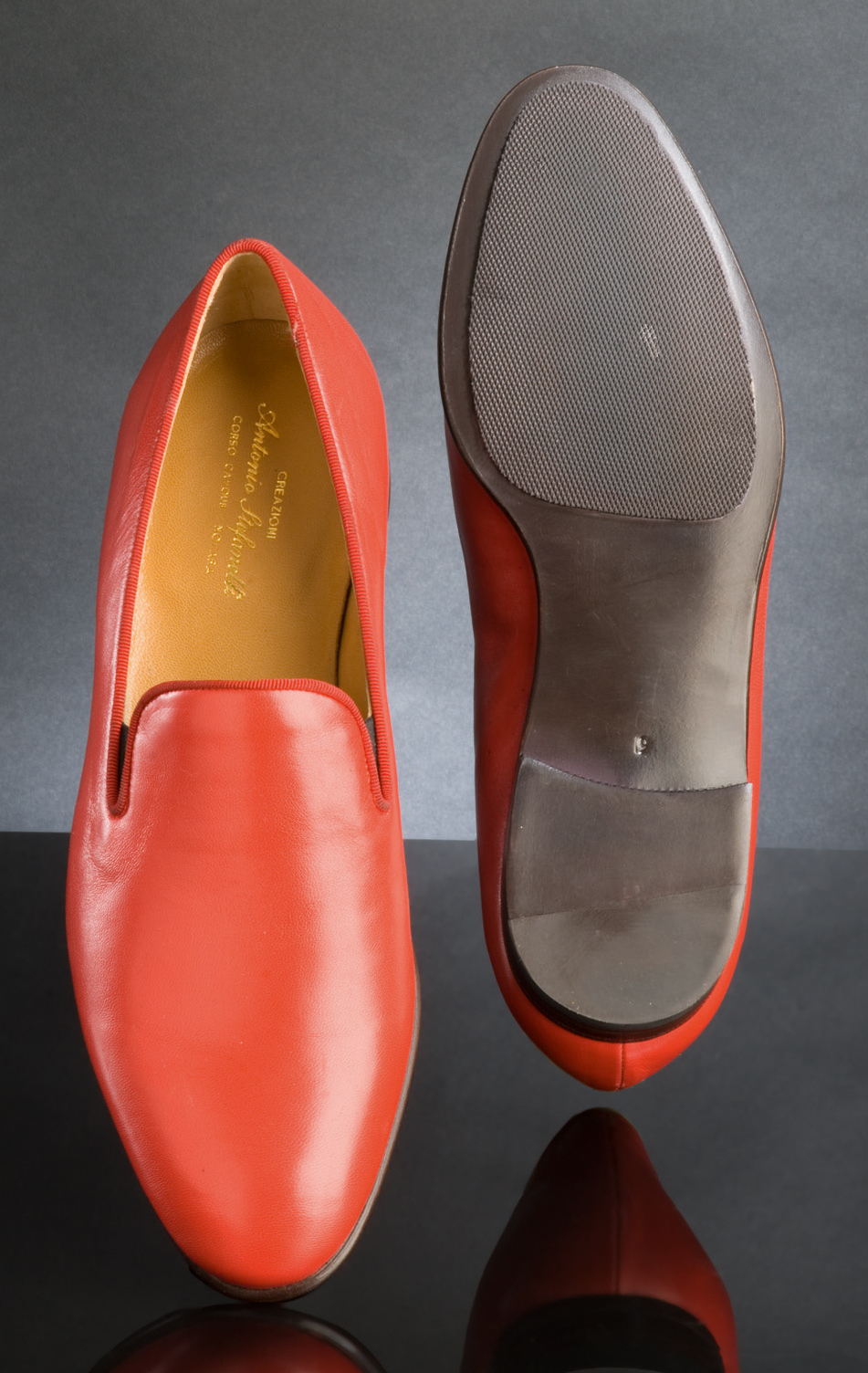
Zapatos rojos manufacturados por el zapatero papal Adriano Stefanelli, Novara, y usados por S.S. el Papa Benedicto XVI.